# Balatun
Balatun är en ort i Bosnien och Hercegovina.   Den ligger i entiteten Republika Srpska, i den nordöstra delen av landet, 140 kilometer nordost om huvudstaden Sarajevo. Balatun ligger 81 meter över havet och antalet invånare är 1 400.
Terrängen runt Balatun är mycket platt. Närmaste större samhälle är Bijeljina, 15,2 kilometer sydväst om Balatun.
Trakten runt Balatun består till största delen av jordbruksmark. Runt Balatun är det ganska tätbefolkat, med 75 invånare per kvadratkilometer.